# 1701
Năm 1701 (số La Mã: MDCCI) là một năm thường bắt đầu vào thứ bảy trong lịch Gregory hay một năm thường bắt đầu vào thứ Tư của lịch Julius chậm hơn 11 ngày. Năm 1701 của lịch Thụy Điển là một năm bắt đầu từ ngày thứ ba, một ngày trong tuần trước của lịch Julius. Đây là năm đầu tiên của thế kỷ 18.

## Sự kiện
Đại học Yale được thành lập.